# Опочно (Рихнов на Књежној)
Опочно (чеш. Opočno) град је у Чешкој Републици. Град се налази у управној јединици Краловехрадечки крај, у оквиру којег припада округу Рихнов на Књежној.

## Становништво
Према подацима о броју становника из 2014. године град је имао 3.128 становника.